# Fuhlendorf (Holstein)
Fuhlendorf település Németországban, Schleswig-Holstein tartományban. Lakosainak száma 422 fő (2023. december 31.).

## Népesség
A település népességének változása:
| Lakosok száma | 335  | 426  | 415  | 409  | 406  | 422  |
|               | 1975 | 2017 | 2019 | 2021 | 2022 | 2023 |